# Berre-les-Alpes
Berre-les-Alpes (okzitanisch Bèrra, italienisch Berra) ist eine französische Gemeinde im Département Alpes-Maritimes in der Region Provence-Alpes-Côte d’Azur. Sie gehört zum Arrondissement Nizza und zum Kanton Contes. Bis zum 22. Dezember 1997 hieß sie offiziell „Berre-des-Alpes“. Die Bewohner nennen sich Berrois.

## Geographie
Die Gemeinde liegt in den französischen Seealpen und grenzt im Nordosten an Lucéram, im Osten an L’Escarène, im Süden an Blausasc, im Westen an Contes und im Nordwesten an Coaraze. 

## Bevölkerungsentwicklung

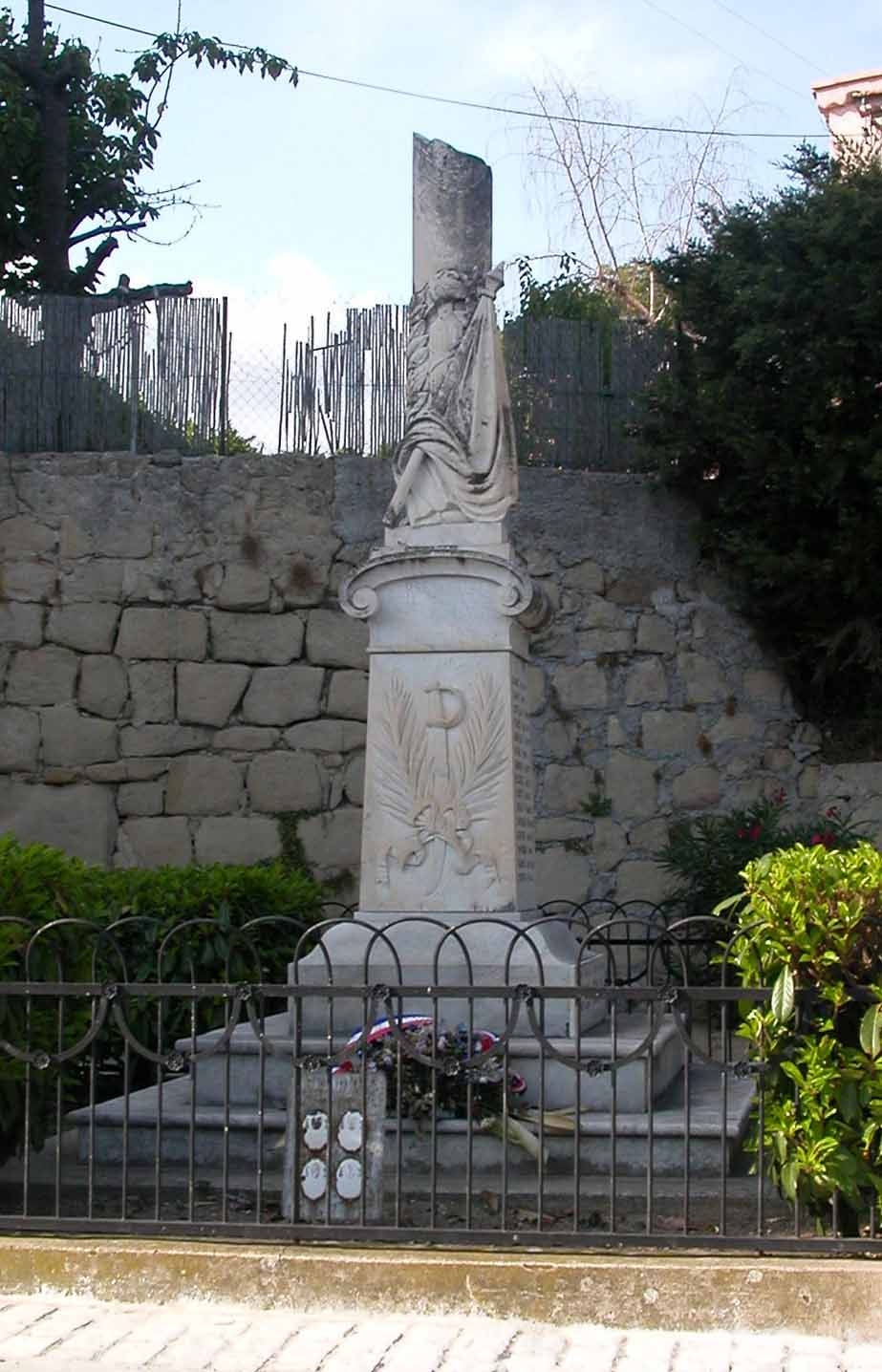
Totengedenkstätte

| Jahr      | 1962 | 1968 | 1975 | 1982 | 1990 | 1999 | 2008 | 2012 |
| --------- | ---- | ---- | ---- | ---- | ---- | ---- | ---- | ---- |
| Einwohner | 325  | 570  | 819  | 949  | 857  | 1162 | 1264 | 1278 |